# ونیمکولم یی
ونیمکولم یی (به انگلیسی: Vaniyamkulam-II) یک روستا در هند است که در کرالا واقع شده‌است.

## خصوصیات
ونیمکولم یی ۱۵٬۰۹۴ نفر جمعیت دارد.